# Despolarização
A despolarização de uma célula se refere à saída de repouso (sendo de -70 mV na célula de músculo estriado, por exemplo) pela entrada de íons de Na+ na célula. Isso faz com que a célula fique mais positiva e chegue ao umbral (+40 mV na célula de músculo estriado). O umbral faz abrir os canais rápidos de Na+ e assim a célula fica eletricamente positiva. Este é o momento em que as ações ocorrem: acontece a contração muscular, um neurônio envia um sinal elétrico a uma parte do corpo, etc. 
Em seguida, fecham-se os canais de Na+, e o sódio para de entrar na célula. Abrem-se os canais de K+, e este, que tem carga positiva, começa a sair da célula, fazendo com que esta fique novamente negativa, passando pelo processo de repolarização até chegar ao processo de repouso (no final, com uma ajuda da bomba de Na+ K+).
A entrada ou a saída de uma substância da célula é determinada pelas quantidades do íon em questão. Normalmente, o sentido é da maior quantidade para a menor quantidade da substância. Na bomba de Na+ K+, isso funciona ao contrário, e  a bomba utiliza energia desprendida pela hidrólise do ATP  para trazer a célula de volta ao repouso de -90 mV.